# Ла-Рени, Габриэль Никола де
Габриэль Никола де Ла-Рени, фр. Gabriel Nicolas de la Reynie (1625, Лимож, Франция — 1709, Париж, Франция) — первый глава полиции Парижа (в должности «генерал-лейтенант», учреждённой Людовиком XIV).

## Биография
Младший сын Жана-Никола де Тралажа (Jean Nicolas de Traslage), он получил поместье Ла-Рени, жалкий фьеф с годовым доходом в 200 ливров, от семьи своей бабушки (урождённой Югон, фр. Hugon). В 1698 году унаследовал замок Тралаж (фр., Вик-сюр-Брёй (фр.), Верхняя Вьенна), от своего племянника аббата Жана-Никола де Тралажа, а затем, в 1705 году, приобрёл титул барона Вик.
Магистрат при Ангулемском президиуме, а затем глава президиума Бордо, он противостоял Фронде, служил интендантом губернатора Гиени, герцога д’Эпернона, который представил его ко двору.
Управляя имуществом герцога д’Эпернона, он не забывал и о своих интересах: в 1661 году приобрёл за 320 000 ливров должность главного рекетмейстера (начальника канцелярии просьб и жалоб) при Королевском совете (фр.). По протекции Жан-Батиста Кольбера вступил в 1667 году во впервые учреждённую должность генерал-лейтенанта полиции (то есть полицмейстера) Парижа, которую занимал в течение 30 лет. В 1668 году женился на Габриэль де Гарибаль, получив в приданое дом в Вожираре (фр.), который превратил в роскошное поместье с великолепными садами. С 1680 года — государственный советник.
Задача полицмейстера (генерал-лейтенанта) — должности, учреждённой специально для Ла-Рени — состояла в том, чтобы создать независимый орган власти, обеспечивающий нормальное функционирование городской жизни независимо от тяжести текущего положения.
Париж был первым городом, где была предусмотрена подобная мера. Никола де Ла-Рени был первым городским генерал-лейтенантом полиции, и занимал эту должность с марта 1667 по январь 1697 г. Имея опыт судьи, а затем рекетмейстера при государственном совете, он хорошо знал механизмы французской бюрократии. Все его преемники в должности имели аналогичный опыт. В случае чрезвычайных ситуаций (борьба против пожаров, наводнений, беспорядков) Ла-Рени имел право создавать чрезвычайные органы и подчинять им действующие органы.
Он же изобрёл должность «комиссара полиции» вместо прежней должности комиссара-следователя при Шатле), а их число составило 48 человек. Распределённые между 17 кварталами Парижа, они ежедневно отчитывались о своей деятельности перед генерал-лейтенантом. Также Ла-Рени опирался на широкую сеть информаторов, как выпущенных на свободу, так и «подсадных уток» в тюрьме. В случае необходимости он мог потребовать привлечь армейские силы, такие, как конно-полицейскую стражуИль-де-Франса или парижскую королевскую стражу, около тысячи охранников ворот и стен Парижа. В целом, однако, деятельность генерал-лейтенанта опиралась на многочисленные учреждения (ремесленники, рынки, школы, архивы и др.).
Ему удалось восстановить авторитет короля, подчинив себе губернатора Парижа, владельцев фьефов-анклавов внутри Парижа, а также Парижский парламент, который нередко блокировал полицейские мероприятия, рыночных прево и парижский муниципалитет.
Ла-Рени также выступал в роли судьи или прокурора на крупных чрезвычайных процессах, таких, как процесс Луи де Рогана («шевалье де Рогана», фр.), обезглавленного за участие в заговоре, или Дело о ядах.
К моменту его вступления в должность в Париже конкурировали между собой 4 разных «полиции»: комиссары, лучники (кроме королевской стражи, фр.), рота криминального лейтенанта и служба прево Иль-де-Франса. Он реорганизовал полицию и установил над ней свой контроль.
Ла-Рени в значительной мере удалось подавить распространение оппозиционных памфлетов. Обладая правом исполнения lettre de cachet, он участвовал в мероприятиях большой политики, таких, как поставка пшеницы в Париж или руководство преследованиями протестантов.
Именно благодаря его решительным усилиям Париж стал самым чистым городом Европы того времени (что финансировалось за счёт специального налога, известного как «грязь и фонари» (фр.), а печально известные «дворы чудес» прекратили существование. Благодаря ему в Париже было учреждено общественное освещение улиц, включая самые тёмные закоулки, замощены дороги и построена канализационная система.

## Наследие
Под фамилией La Régnie фигурирует в рассказе Э. Т. А. Гофмана «Мадемуазель де Скюдери» как мрачный и беспощадный фанатик своего дела.
В 1882 году в честь него была названа улица Рю де Ла-Рени (фр.) в 4-м округе Парижа.